# Shergarh (ort i Indien, Rajasthan)
Shergarh är en ort i Indien.   Den ligger i distriktet Jodhpur och delstaten Rajasthan, i den nordvästra delen av landet, 600 km sydväst om huvudstaden New Delhi. Shergarh ligger 228 meter över havet och antalet invånare är 6 054.
Terrängen runt Shergarh är platt. Runt Shergarh är det ganska tätbefolkat, med 100 invånare per kvadratkilometer. Det finns inga andra samhällen i närheten. Omgivningarna runt Shergarh är i huvudsak ett öppet busklandskap.